# ...I drugije ofitsialnyje litsa
...I drugije ofitsialnyje litsa (russisk: ...И другие официальные лица) er en sovjetisk spillefilm fra 1976 af Semjon Aranovitj.

## Medvirkende
- Lev Durov som Aleksandr Nikolajevitj Vysotin
- Aleksandr Galibin som Jurij Ivanov
- Anatolij Gratjov som Igor Tolkunov
- Gunnar Kilgas som Clark
- Lev Kruglyj som Tjernetsov